# Kanton Vence
Vence is een kanton van het Franse departement Alpes-Maritimes. Het kanton maakt deel uit van de arrondissementen Grasse (10) en Nice (37).

## Gemeenten
Het kanton Vence omvatte tot 2014 de volgende gemeenten:
- La Gaude
- Saint-Jeannet
- Vence (hoofdplaats)

Door de herindeling van de kantons bij decreet van 24 februari 2014, met uitwerking op 22 maart 2015 werd de gemeente La Gaude overgeheveld naar het kanton Cagnes-sur-Mer-2 en werd het kanton uitgebreid met volgende 45 gemeenten:
- Aiglun
- Ascros
- Auvare
- Bairols
- Beuil
- Bézaudun-les-Alpes
- Bonson
- Bouyon
- Châteauneuf-d'Entraunes
- Conségudes
- Coursegoules
- La Croix-sur-Roudoule
- Cuébris
- Daluis
- Entraunes
- Les Ferres
- Gilette
- Guillaumes
- Lieuche
- Malaussène
- Massoins
- La Penne
- Péone
- Pierlas
- Pierrefeu
- Puget-Rostang
- Puget-Théniers
- Revest-les-Roches
- Rigaud
- Roquestéron
- La Roque-en-Provence
- Saint-Antonin
- Saint-Léger
- Saint-Martin-d'Entraunes
- Sallagriffon
- Sauze
- Sigale
- Thiéry
- Toudon
- Touët-sur-Var
- La Tour
- Tourette-du-Château
- Tournefort
- Villars-sur-Var
- Villeneuve-d'Entraunes